# Робърт Дъдли
Робърт Дъдли, пръв граф Лестър (на английски: Robert Dudley, 1st Earl of Leicester; 24 юни 1532 (?) – 4 септември 1588) е фаворит и близък приятел на кралица Елизабет I от първата ѝ година на престола до смъртта му. Много години кралицата му дава причини да се надява, че един ден ще се омъжи за него. Вярвало се, че е неин любовник.
Младостта на Дъдли е засенчена от падението на семейството му през 1553, след като баща му, херцогът на Нортъмбърланд Джон Дъдли, неуспешно се опитва да установи лейди Джейн Грей и съпругът ѝ, синът му лорд Гилдфорд Дъдли на английския престол. Робърт Дъдли е осъден на смърт, но е реабилитиран с помощта на крал Фелипе II, тогава съпруг на кралица Мери I. При възкачването на Елизабет през 1558 г. Дъдли е назначен за началник на конницата. През октомври 1562 г. става член на Тайния съвет, а през 1587 г. е назначен за Лорд наместник на Кралското домакинство. През 1564 г. Дъдли става граф на Лестър, а от 1563 г. е един от най-големите земевладелци в Северен Уелс и английските Уест Мидландс с кралски грамоти. Уоруикшър има емоционално значение за него по династични причини и тук е центъра на амбицията му да възроди династията Дъдли.
Робърт Дъдли е един от главните държавници на Елизабет, често отстоявайки протестантската кауза. Самият той е умерен пуритан и подкрепя непризналите авторитета на Англиканската църква проповедници, но се опитва да посредничи между тях и епископите от църквата. През 1585 – 1587 г. води английската кампания в подкрепа на Холандското въстание, приемайки поста генерален губернатор на Съединените провинции, което вбесява неговата кралица. Авантюрата му е неуспешна. По време на Испанската армада Дъдли е главнокомандващ на английските земни войски. В тази си функция той кани кралица Елизабет I да посети войските при Тилбъри. Това е последното от много събития, които организирал през годините, най-грандиозното от които е фестивала в дома му замъка Кенилуърт през 1585 г. по случай триседмично посещение на кралицата. Той е основен патрон на изкуствата, литературата и театъра в Елизабетинска Англия.
Личният живот на Дъдли се намесва в кариерата му в двора и обратно. Когато първата му съпруга, Ейми Робсарт, пада по стълбище и умира през 1560 г. той е освободен да се ожени за кралицата. Последвалият скандал обаче разбива шансовете му в това отношение. Слуховете сред народа, че се е отървал от съпругата си продължават през целия му живот, въпреки присъдата, че смъртта ѝ е инцидент. В продължение на осемнадесет години той не се оженва заради кралица Елизабет, а когато накрая го прави, Летис Нолис, новата му съпруга, е изпъдена от двора завинаги. Това, както и смъртта на единствения му законен син и наследник, са тежки удари. Скоро след смъртта на детето през 1584 г. започва да се продава злостна клевета, Leycester's Commonwealth. Тя става бестселър и поставя началото на литературна и историографска традиция, която често описва графа като „макиавелски главен дворянин“.